# Polypterus
Polypterus è un genere di pesci d'acqua dolce appartenente alla famiglia Polypteridae e all’ordine Polypteriformes. La specie tipo è Polypterus bichir (bichir del Nilo). I pesci di questo genere sono distribuiti in varie regioni dell’Africa.
Polypterus è l’unico vertebrato conosciuto che possiede polmoni ma è privo di trachea.
Il nome del genere deriva dal greco: il prefisso πολυ- poly- (molti) e la parola πτερον pteron (ala o pinna), cioè "molte pinne".

## Tassonomia
Sebbene l’origine dei Polypteriformes sia antica, i fossili più antichi attribuibili con certezza al genere Polypterus provengono dal Luteziano (Eocene medio) della Libia. Tuttavia, studi basati su analisi filogenetiche indicano che Polypterus potrebbe essersi separato dal genere affine Erpetoichthys solo nel Neogene.

### Specie
Attualmente sono riconosciute le seguenti specie:

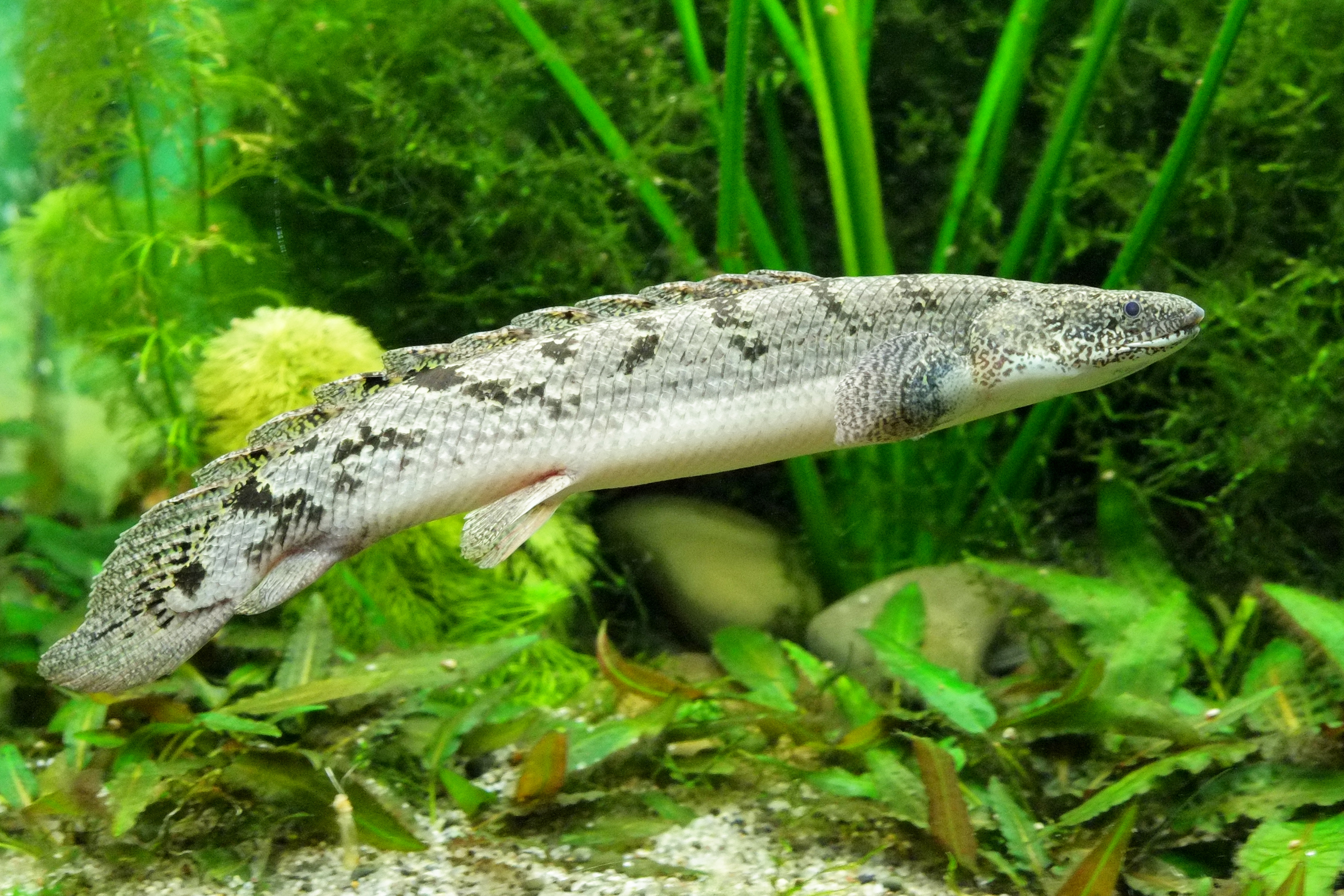
Esemplare di biscir zebrato (Polyptrus delhezi)

- Polypterus ansorgii – bichir guineano
- Polypterus bichir – bichir del Nilo
  - Polypterus bichir lapradei
- Polypterus congicus – bichir del Congo
- Polypterus delhezi – bichir zebrato
- Polypterus endlicherii – bichir sellato
- Polypterus mokelembembe – bichir Mokèlé-mbèmbé
- Polypterus ornatipinnis – bichir ornato
- Polypterus palmas – bichir a pinna corta
- Polypterus polli – bichir di Poll
- Polypterus retropinnis – bichir dell’Africa occidentale
- Polypterus senegalus – bichir grigio
- Polypterus teugelsi – bichir del Cross River
- Polypterus weeksii – bichir marmorizzato